# 松江宍道湖温泉駅
もしかして
- 松江しんじ湖温泉駅

ではありませんか？